# 관풍루
관풍루(觀風樓)는 대구광역시 중구 달성동에 위치한 조선시대 경상감영의 정문이다. 본래 경상감영 부지에 위치했던 이 건물은 1906년에 달성공원으로 이전되었으며, 현재 위치는 대구광역시 중구 달성동 294번지에 속한다. 관풍루는 1982년 3월 4일 대구광역시의 문화재자료 제3호로 지정되어, 그 아름다운 건축 양식과 역사적 가치를 인정받고 있다.

## 역사
1601년 (선조 34년)에 대구에 경상감영이 설치되면서, 감영의 정남쪽에 위치한 포정문 위에 세워졌다. 관풍루는 본래 '폐문루(閉文樓)'라는 이름으로 불리었으나, '감사가 누각 위에서 세속을 살핀다'는 의미를 담는, '관풍세속(觀風世俗)'에서 유래한 '관풍루'라는 이름으로 변하게 되었다.
관풍루는 조선시대 경상감영의 정문으로써의 역할도 하였지만, 의식을 진행하는 역할도 하였다. 매일 새벽 5시와 밤 10시, 큰북, 종, 피리, 나팔 등의 악기를 사용해 성문을 열고 닫는 시간을 알렸고, 이에 맞춰 동서남북의 성문을 개폐하는 의식이 진행되었다. 이 의식은 성문 운영과 치안 유지의 상징적인 절차였으며, 경상감영의 일상적인 기능을 담당했다.
이후 관풍루는 1906년 대구읍성이 철거될 당시, 관찰사 박중양에 의해 달성공원으로 이전되었다. 당시 2층 누각만 남겨졌으며, 1970년 노후로 인해 해체되었다가, 이후 1973년에 복원되었다. 1982년엔 대구광역시 문화재자료 제3호로 지정되어, 조선시대 대구의 역사적 상징물로 자리 잡고 있다.
이후 2018년부터, 관풍루가 본래 위치해 있던 경상 감영공원 건너 (옛 대구병무청 자리)로 이전·복원하는 사업을 진행 중이다. 2018년 12월 막바지 매매계약 절차가 진행 중이며, 관풍루의 본래 위치를 찾기 위한 경상감영 발굴 사업이 본격화되었다.
2020년 6월 발굴팀에서 관풍루의 진입공간과 기초시설, 부속건물의 기초부 일부를 확인하고, 석인상, 백자편, 기와편 등의 유물을 발견하는 데 성공하였다. 이번 발굴조사 결과를 바탕으로, 문화체육관광부에선 사적 추가지정 신청 및 경상감영 복원정비 사업을 적극 추진하겠다고 밝혔다.

## 시설
달성공원 이전 당시 건축 자재를 대부분 새것으로 교체하였으나, 조선 시대 전통 건축 양식을 최대한 살려서 지어졌다.
관풍루는 2층 누각으로, 앞면 3칸, 옆면 2칸의 규모의 규모이다. 화강암 기단 위에 세워졌으며, 기단 위에는 벽돌이 깔려 있다. 지붕은 옆에서 볼 때 팔자 모양인 팔작지붕으로, 겹처마 구조를 띠며, 처마를 받치는 공포는 새 날개 모양으로 장식되어 있다. 1층은 통칸 구조로 내부가 막힘없이 개방되어 있고, 2층으로 올라가는 계단은 뒤편에 위치해 있다. 2층에는 마루가 깔려 있으며, 난간이 설치되어 있다. 천장은 연등천장 구조로 되어 있으며, 5량가 형식으로 지지되어 안정적인 모습을 보인다.

## 같이 보기
- 경상감영

## 참고 자료
- 관풍루 - 국가유산청 국가유산포털